# Station Iserlohn Ost
Station Iserlohn Ost is een voormalig spoorwegstation in de Duitse plaats Iserlohn.
Het werd op 15 juni 1885 geopend op de inmiddels afgeschafte spoorlijn Letmathe - Fröndenberg en op 28 mei 1989 gesloten.
De stationsgebouwen werden in 2007 afgebroken.